# Cantone di Cazères
Il Cantone di Cazères è una divisione amministrativa dell'Arrondissement di Muret e dell'Arrondissement di Saint-Gaudens.
A seguito della riforma approvata con decreto del 13 febbraio 2014, che ha avuto attuazione dopo le elezioni dipartimentali del 2015, è passato da 16 a 91 comuni.

## Composizione
I 16 comuni facenti parte prima della riforma del 2014 erano:
- Boussens
- Cazères
- Couladère
- Francon
- Lescuns
- Marignac-Laspeyres
- Martres-Tolosane
- Mauran
- Mondavezan
- Montberaud
- Montclar-de-Comminges
- Palaminy
- Plagne
- Le Plan
- Saint-Michel
- Sana

Dal 2015 i comuni appartenenti al cantone sono i seguenti 91:
- Agassac
- Alan
- Ambax
- Anan
- Aulon
- Aurignac
- Bachas
- Beaufort
- Benque
- Bérat
- Boissède
- Boussan
- Boussens
- Bouzin
- Cambernard
- Cassagnabère-Tournas
- Castelgaillard
- Castelnau-Picampeau
- Casties-Labrande
- Cazac
- Cazeneuve-Montaut
- Cazères
- Coueilles
- Couladère
- Eoux
- Esparron
- Fabas
- Forgues
- Le Fousseret
- Francon
- Frontignan-Savès
- Fustignac
- Goudex
- Gratens
- L'Isle-en-Dodon
- Labastide-Clermont
- Labastide-Paumès
- Lahage
- Latoue
- Lautignac
- Lescuns
- Lherm
- Lilhac
- Lussan-Adeilhac
- Marignac-Lasclares
- Marignac-Laspeyres
- Martisserre
- Martres-Tolosane
- Mauran
- Mauvezin
- Mirambeau
- Molas
- Mondavezan
- Monès
- Montastruc-Savès
- Montberaud
- Montbernard
- Montclar-de-Comminges
- Montégut-Bourjac
- Montesquieu-Guittaut
- Montgras
- Montoulieu-Saint-Bernard
- Montoussin
- Palaminy
- Peyrissas
- Peyrouzet
- Le Pin-Murelet
- Plagne
- Plagnole
- Le Plan
- Polastron
- Poucharramet
- Pouy-de-Touges
- Puymaurin
- Rieumes
- Riolas
- Saint-André
- Saint-Araille
- Saint-Élix-le-Château
- Saint-Élix-Séglan
- Saint-Frajou
- Saint-Laurent
- Saint-Michel
- Sajas
- Sainte-Foy-de-Peyrolières
- Salerm
- Samouillan
- Sana
- Savères
- Sénarens
- Terrebasse